# General Alberto Pineda
General Alberto Pineda är en ort i Mexiko.   Den ligger i kommunen Tonalá och delstaten Chiapas, i den sydöstra delen av landet, 700 km sydost om huvudstaden Mexico City. General Alberto Pineda ligger 25 meter över havet och antalet invånare är 269.
Terrängen runt General Alberto Pineda är kuperad åt nordost, men åt sydväst är den platt. Runt General Alberto Pineda är det ganska glesbefolkat, med 28 invånare per kvadratkilometer. Närmaste större samhälle är Tres Picos, 11,9 km nordväst om General Alberto Pineda. Omgivningarna runt General Alberto Pineda är en mosaik av jordbruksmark och naturlig växtlighet.